# Estació de Crevillent
L'estació de Crevillent és l'estació del ferrocarril de Crevillent (Baix Vinalopó). Forma part de la xarxa d'estacions d'ADIF. En aquesta estació s'aturen els trens de la línia C-1 del Rodalies Múrcia - Alacant i un dels trens de la línia L-1 del Regional València - Múrcia - Cartagena.
La construcció de l'estació es va iniciar en 1882 i va ser inaugurada l'11 de maig de 1884 amb la posada en funcionament de la línia Alacant-Alquerías. Les obres van anar a càrrec de la Companyia dels Ferrocarrils Andalusos, que d'aquesta forma expandia la seva xarxa a fora de la seva principal zona d'actuació. La línia enllaçava a Alquerías amb la de MZA, el que va permetre unir Alacant amb Múrcia. El 1941, i amb la nacionalització de la xarxa ferroviària espanyola, l'estació va passar a ser gestionada per RENFE. Des del 31 de desembre de 2004, Adif és la titular de les instal·lacions ferroviàries.
L'edifici de l'estació és d'una sola planta, amb façana de set trams, amb coberta a dues aigües, i té dos rellotges de ferro amb detalls modernistes. Fins al 2009, quan foren enderrocats, disposava d'estació i moll de càrrega.
| Procedència/Destinació             | <               | Línia | >          | Procedència/Destinació |
| ---------------------------------- | --------------- | ----- | ---------- | ---------------------- |
| Rodalies Alacant - Múrcia de Renfe |                 |       |            |                        |
| Múrcia del Carmen                  | Albatera-Catral | C-1   | Elx-Carrús | Alacant Terminal       |